# Paula Braun
Paula Braun (Blumenau, 25 de abril de 1979) é uma atriz brasileira.
Desde 2008 é casada com o ator Mateus Solano, com quem contracenou algumas vezes em Amor à Vida, telenovela das 9 da Rede Globo onde interpretou a médica residente Rebeca, uma judia que se envolve com um médico palestino. Ela tem dois filhos: Flora e Benjamin.

## Filmografia

### Televisão
| Ano       | Título                     | Personagem / Cargo | Nota                         |
| --------- | -------------------------- | ------------------ | ---------------------------- |
| 1997–2000 | Programa Universo Pesquisa | Apresentadora      |                              |
| 2001–2002 | Vale Cultural              | Apresentadora      |                              |
| 2007      | O Sistema                  | Ivone              | Episódio: "Alfa"             |
| 2008      | Mateus, o Balconista       | Paula              | Episódio: "12"               |
| 2009      | Tudo Novo de Novo          | Lorena             | Episódio: "17 de abril"      |
| 2010      | Malhação                   | Rosana             | Episódio: "23 de agosto"     |
| 2013      | O Negócio                  | Luíza              | Episódio: "Tudo Sobre Karin" |
| 2013      | Amor à Vida                | Dra. Rebeca        |                              |
| 2016      | Tá no Ar: a TV na TV       | Ela mesma          | Episódio: "1 de março"       |
| 2022      | Cara e Coragem             | Olívia             |                              |
| 2025      | Garota do Momento          | Dra. Letícia       | Episódios: "25–26 de março"  |

### Cinema
| Ano  | Título                      | Personagem     |
| ---- | --------------------------- | -------------- |
| 2003 | Nina                        | Sheila         |
| 2006 | Outra Memória               | Edith Gaertner |
| 2007 | O Cheiro do Ralo            | Garçonete      |
| 2008 | Maridos, Amantes e Pisantes | Esposa         |
| 2008 | O Sonho Bollywodiano        | Anna           |
| 2009 | Vida de Balconista          | Paula          |
| 2009 | Amanhã Nunca Mais           | Enfermeira     |

## Teatro
- 2013 - Do tamanho do Mundo - (autora)
- 2012 - Realismo - "Angela"
- 2011 – Outros Tempos .... "Kate"
- 2010 – Aquelas Mulheres .... "Tyler"
- 2006 – A parte doente .... “Mulher”
- 2003 – Urano quer Mudar – .... Fenícia
- 2001 – Os Camaradas .... Bilenka
- 2000 – Otto Lara Rezende ou Bonitinha mas ordinária .... Ritinha
- 1999 – Autor Bom é Autor Morto .... Gavê
- 1998 – Os 7 Gatinhos .... Silene
- 1997 – Muito Barulho por nada .... Beatriz
- 1995 – Dom Bago, o infante .... Cecília
- 1995 – L.A.M.A. .... “Personagem performático”
- 1994 – O Palácio dos Urubus .... “Narradora”
- 1993 – Vedor ... Mímico